# Fort Lauderdale

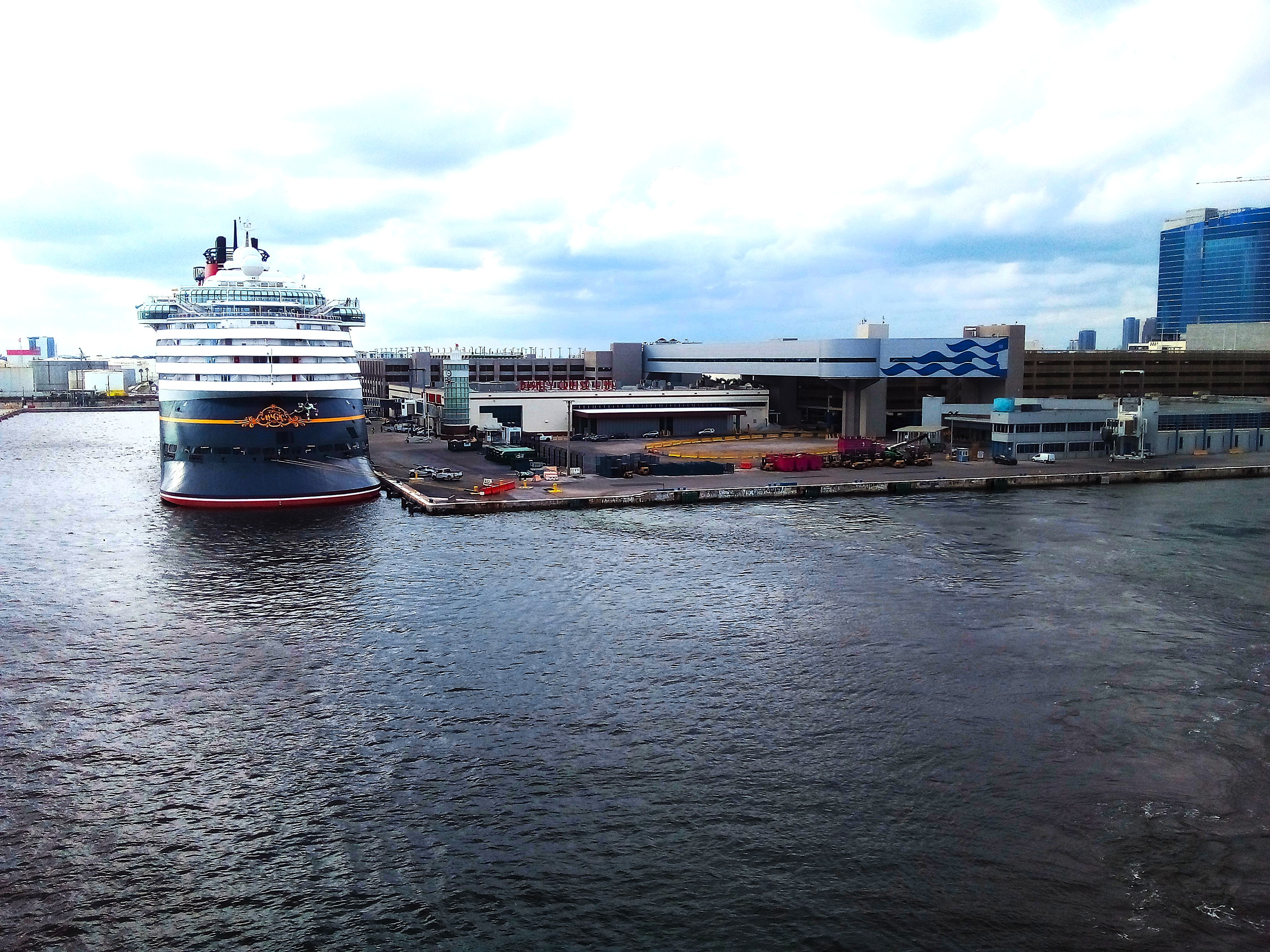
Port Everglades, principal terminal de cruceros de Fort Lauderdale.

Fort Lauderdale, abreviado Ft. Lauderdale, y conocida como la Venecia de América, debido a su extenso e intricado sistema de canales, es una ciudad ubicada en el condado de Broward, en el estado estadounidense de Florida, del cual es sede de condado, y se encuentra entre los condados de Miami-Dade y Palm Beach. En el censo de 2010 tenía una población de 165 521 habitantes y una densidad demográfica de 1656,89 personas por kilómetro cuadrado, siendo una de las principales ciudades del área metropolitana del sur de Florida, que alberga más de 5 413 212 habitantes.
La ciudad constituye un popular destino turístico con 10,35 millones de visitantes en 2006, así como un importante centro de vela, con 42 000 barcos propiedad de los residentes, 100 puertos deportivos y astilleros. Ft. Lauderdale y sus suburbios suman más de 4100 restaurantes y 120 discotecas.
Ft. Lauderdale recibe su nombre por una serie de fortalezas construidas por los Estados Unidos durante la segunda guerra semínola. No obstante, el desarrollo de la ciudad no comenzó sino hasta cincuenta años después de que la guerra acabara y los fuertes fueran abandonados. Se construyeron tres fuertes llamados Fort Lauderdale; el primero de ellos junto al río Nuevo; el segundo en Tarpon Bend, en lo que es hoy el barrio Sailboat Bend, y el tercero cerca de la Bahía de Mar Marina. Todos ellos tomaron su nombre del mayor William Lauderdale, comandante del destacamento encargado de construir la primera fortaleza.

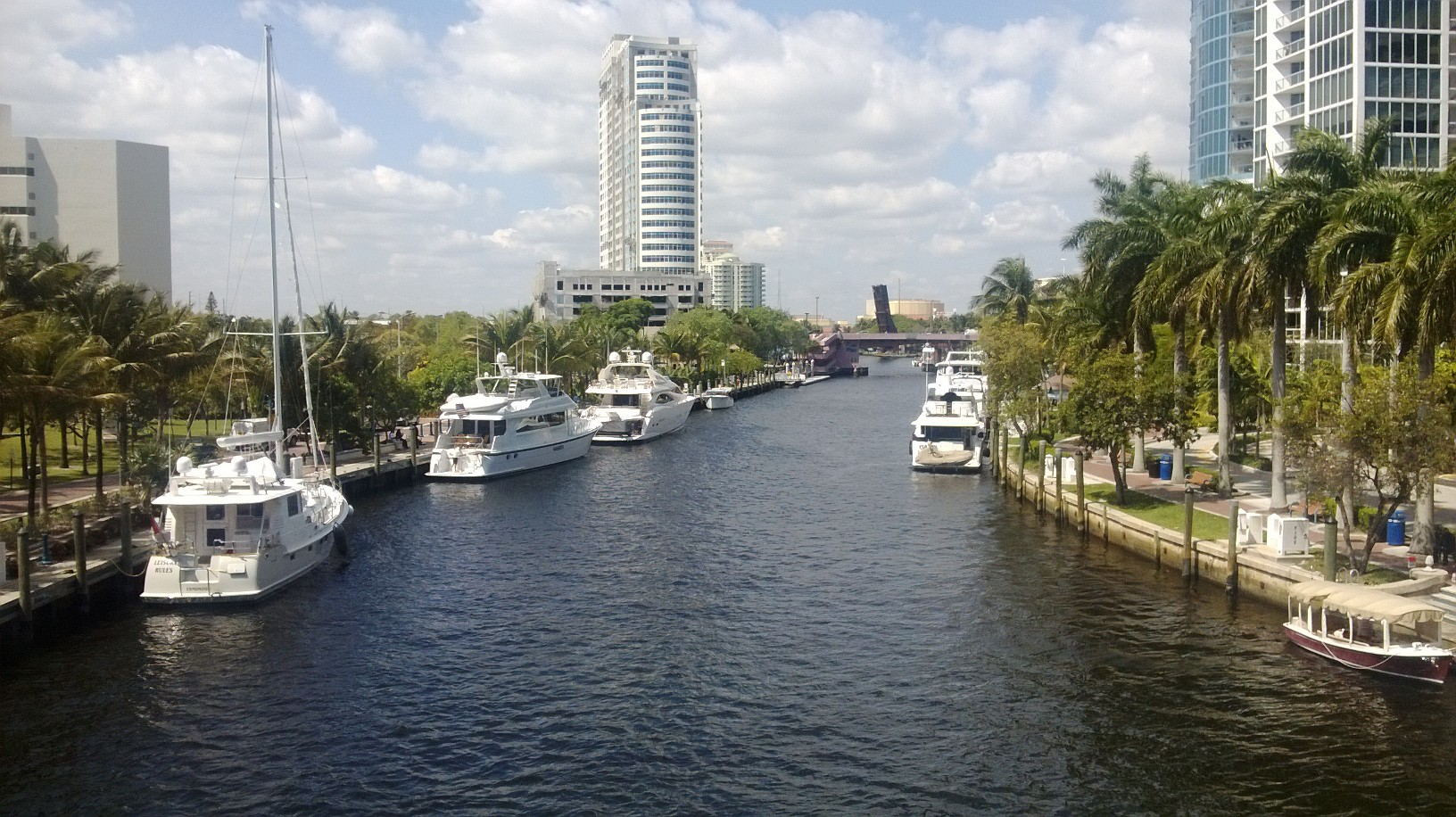
New River

## Generalidades
Fort Lauderdale es la séptima ciudad más grande del estado de Florida, tiene 165.521 habitantes, en un área municipal de cerca de 33 millas cuadradas, y está ubicada entre el océano Atlántico y el río New River.
Posee un clima cálido, propicio para el turismo.

## Historia
El área en la que posteriormente fue fundada Fort Lauderdale, fue habitada durante cientos de años por los indios Tequesta. Entraron en contacto con los exploradores españoles en el siglo XV. Esto provocó el aumento de enfermedades contagiosas europeas que los tequesta desconocían y a las que no resistieron, como la viruela. Para los tequesta, las enfermedades junto con los continuos conflictos con sus vecinos, los calusa, contribuyeron a su desaparición paulatina en los siguientes dos siglos. En 1763, solo quedaban unos pocos tequesta en Florida y la mayoría de ellos fueron evacuados a Cuba cuando los españoles cedieron Florida a los británicos en 1763, según el Tratado de París (1763), que acababa con la guerra de los Siete Años. Aunque el control de la zona cambió de España a Gran Bretaña, los Estados Unidos y los Estados Confederados de América, siguió siendo una de las regiones menos desarrolladas de Estados Unidos hasta el siglo XX.

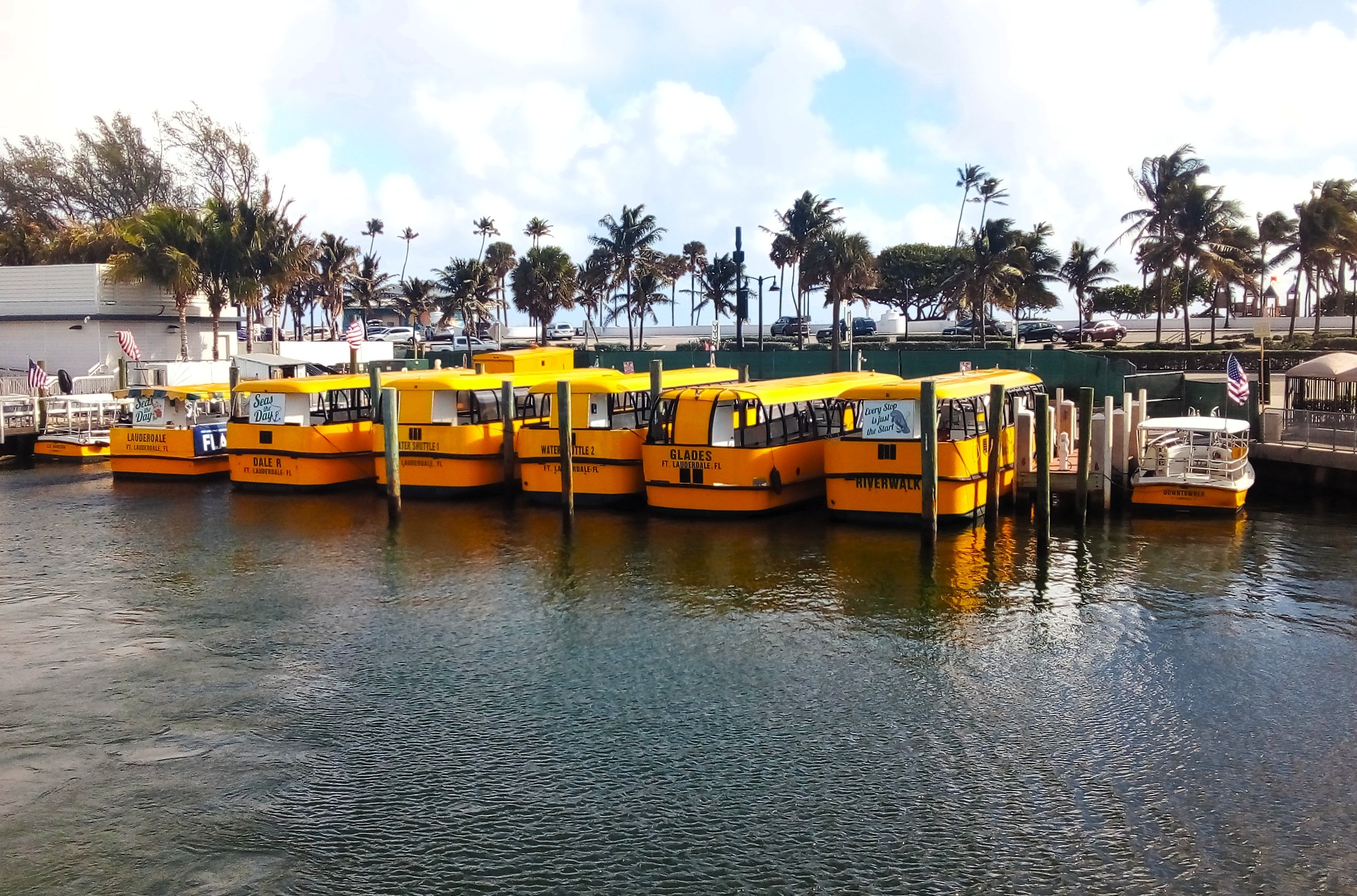
Taxis fluviales, muy comunes en el tráfico cotidiano de los canales de Fort Lauderdale.

El área de Fort Lauderdale fue conocida como el "Asentamiento del Río Nuevo" después del siglo XX. En 1830 había aproximadamente 70 colonos a lo largo del "New River". William Cooley, juez de paz local, fue un granjero y obrero que comerció con los indios seminola.
En enero de 1836, mientras Cooley intentaba salvar un barco naufragado, una banda de seminolas atacaron su granja, matando a su esposa e hijos, y al tutor de los niños. Las otras granjas no fueron atacadas, pero todos los residentes blancos de la zona abandonaron el poblado, huyendo primero en hacia el faro de Cabo Florida en Cayo Vizcaíno, y luego a Cayo Hueso. La primera empalizada construida por Estados Unidos en Fort Lauderdale fue en 1838, y, posteriormente, la zona fue un campo de batalla durante la Segunda Guerra Seminola. El fuerte fue abandonado en 1842, después del final de la guerra, y el área se mantuvo prácticamente despoblada hasta 1890. No hubo ningún desarrollo organizado de la zona hasta que no llegó Frank Stranahan a la zona en 1893 para instalar un ferry que cruzase el Río Nuevo y para finalizar la construcción del ferrocarril de la Costa Este que atravesaba la zona. La ciudad se anexionó al condado de Broward en 1911, y en 1915 fue designada capital del condado.
El mayor desarrollo de Fort Lauderdale comienza en los años 20, con la Burbuja inmobiliaria de Florida en los años 1920. El huracán que asoló Miami en 1926, y la Gran Depresión de los años 30 causaron grandes trastornos económicos. Cuando empezó la II Guerra Mundial, Fort Lauderdale se convirtió en una base del ejército estadounidense, con una base aérea para el entrenamiento de pilotos, operadores de radar y guardia costera con base en Port Everglades.

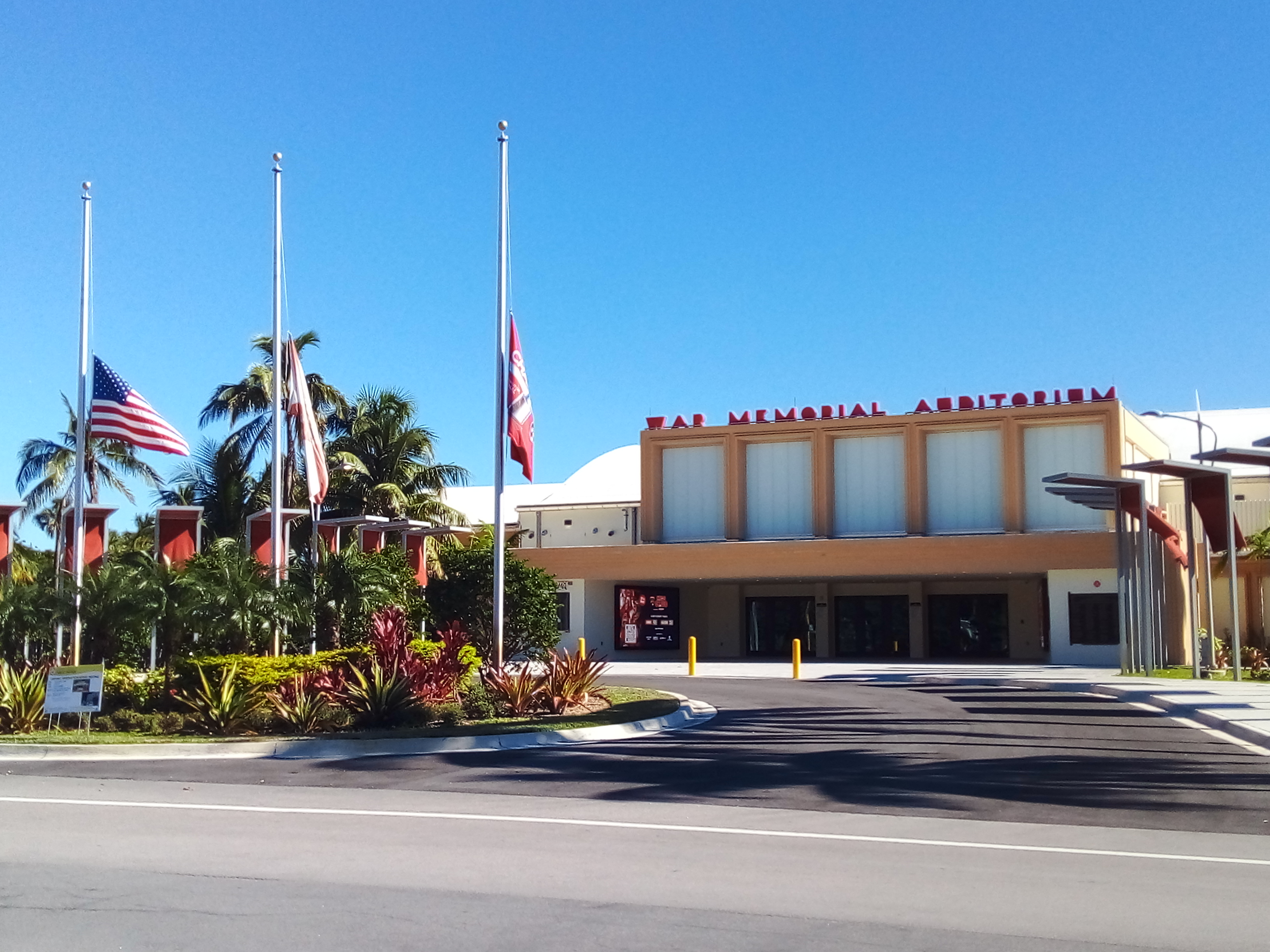
Memorial de Guerra, ubicado en el Holiday Park (Fort Lauderdale).

Cuando terminó la guerra, miembros del ejército regresaron a la zona, estimulando una explosión enorme población que empequeñecía el auge de 1920. Según el censo de 1960 había 83.648 personas en la ciudad, un 230% más que en el censo de 1950.
A partir de 1970, Fort Lauderdale tenía casi todo su territorio construido por lo que creció hacia los suburbios del oeste. Mientras ciudades como Coral Springs, Miramar, y Pembroke Pines experimentaron un crecimiento explosivo, la población de Fort Lauderdale se estancaba, y la ciudad perdió casi 4.000 habitantes entre 1980, cuando la ciudad tenía 153.279 habitantes, y en 1990, cuando la población fue de 149.377. Un ligero repunte de población puso a Fort Lauderdale con 152.397 habitantes según el censo de 2000. Desde el 2000, Fort Lauderdale ha ganado poco más de 18.000 residentes mediante la anexión de siete barrios de áreas no incorporadas del condado de Broward. Hoy, Fort Lauderdale es uno de los principales puertos de yates, uno de los destinos turísticos más visitados de Estados Unidos, y centro de un área metropolitana de más de 2 millones de habitantes.

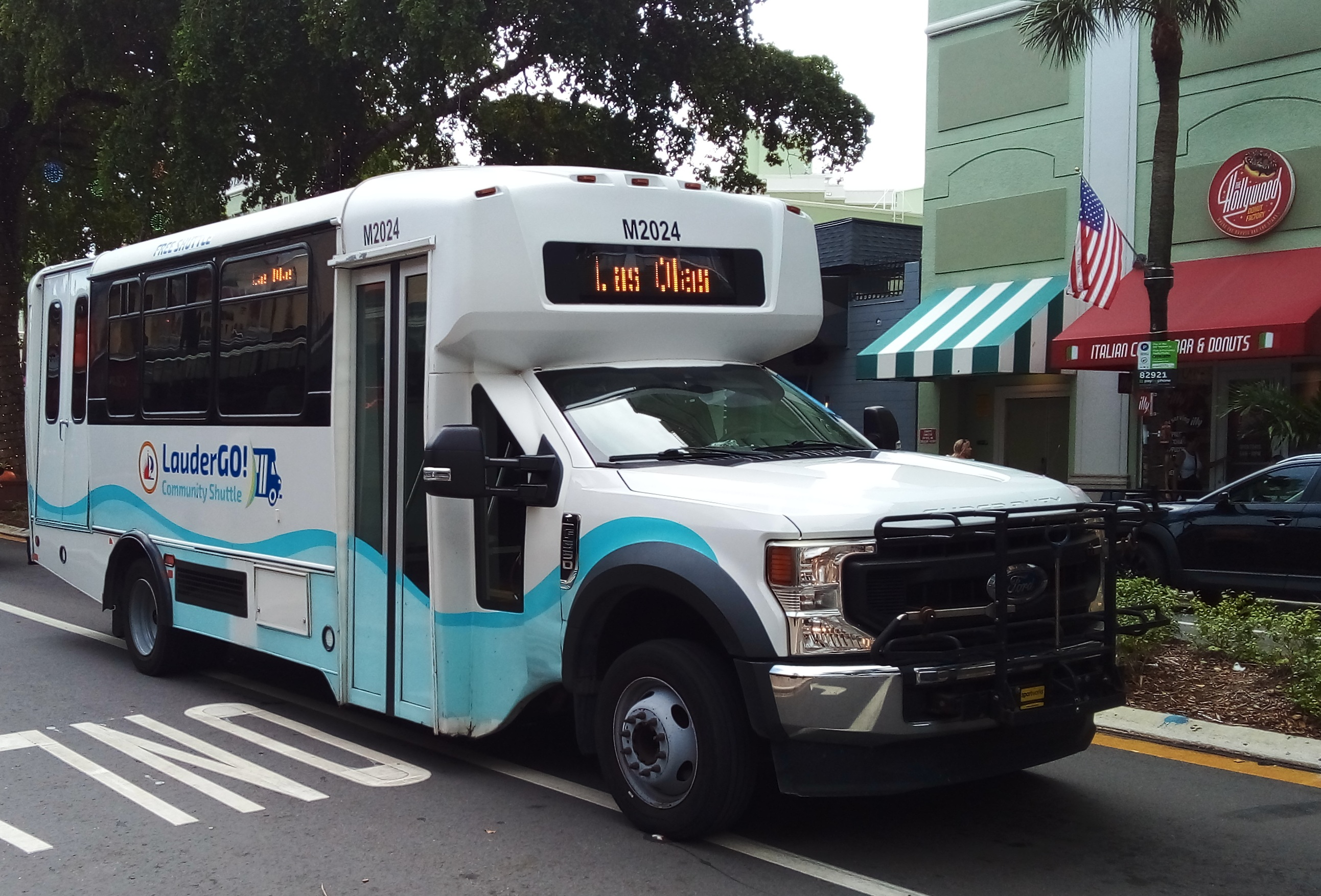
Colectivo urbano de Fort Lauderdale, a su paso por el céntrico Boulevard Las Olas.

## Geografía

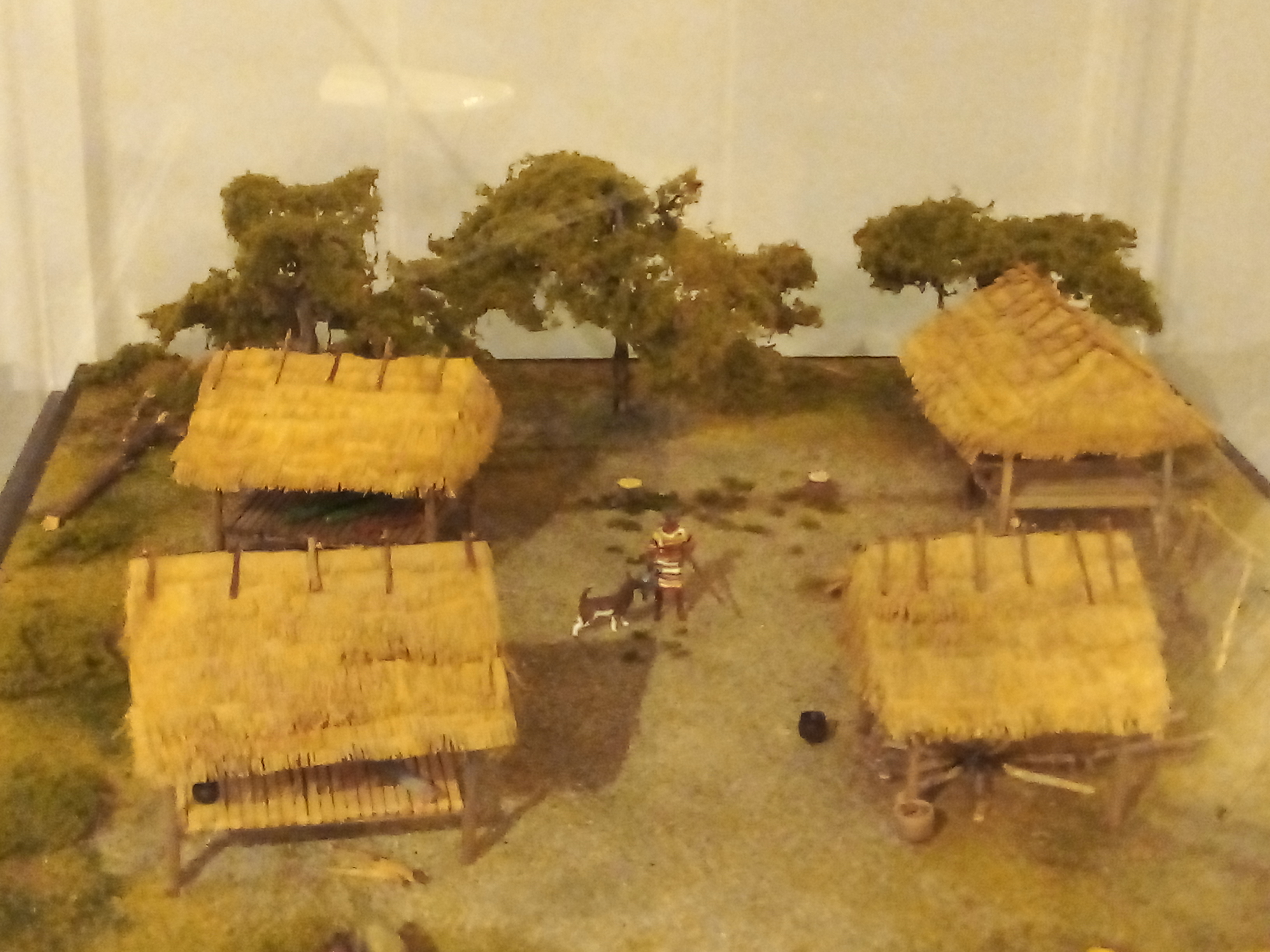
Modelo de aldea del pueblo originario Seminole -fines del /inicios del - (Museum of Fort Lauderdale).

Fort Lauderdale se encuentra ubicada en las coordenadas 26°8′29″N 80°8′38″O / 26.14139, -80.14389. Según la Oficina del Censo de los Estados Unidos, Fort Lauderdale tiene una superficie total de 99,9 km², de la cual 90,04 km² corresponden a tierra firme y (9,87%) 9,86 km² es agua.
La ciudad de Fort Lauderdale está situada a orillas del océano Atlántico, cuenta con 7 millas (11 km) de playa, y limita con las siguientes localidades:
| Al este: - Lauderdale-by-the-Sea - Sea Ranch Lakes | Al sur: - Hollywood - Dania Beach | Al suroeste: - Davie |

| Al Oeste: - Plantation - Lauderhill - Lauderdale Lakes - Cooper City | Al noroeste: - North Lauderdale - Oakland Park - Tamarac | Al norte: - Wilton Manors - Pompano Beach - Deerfield Beach |

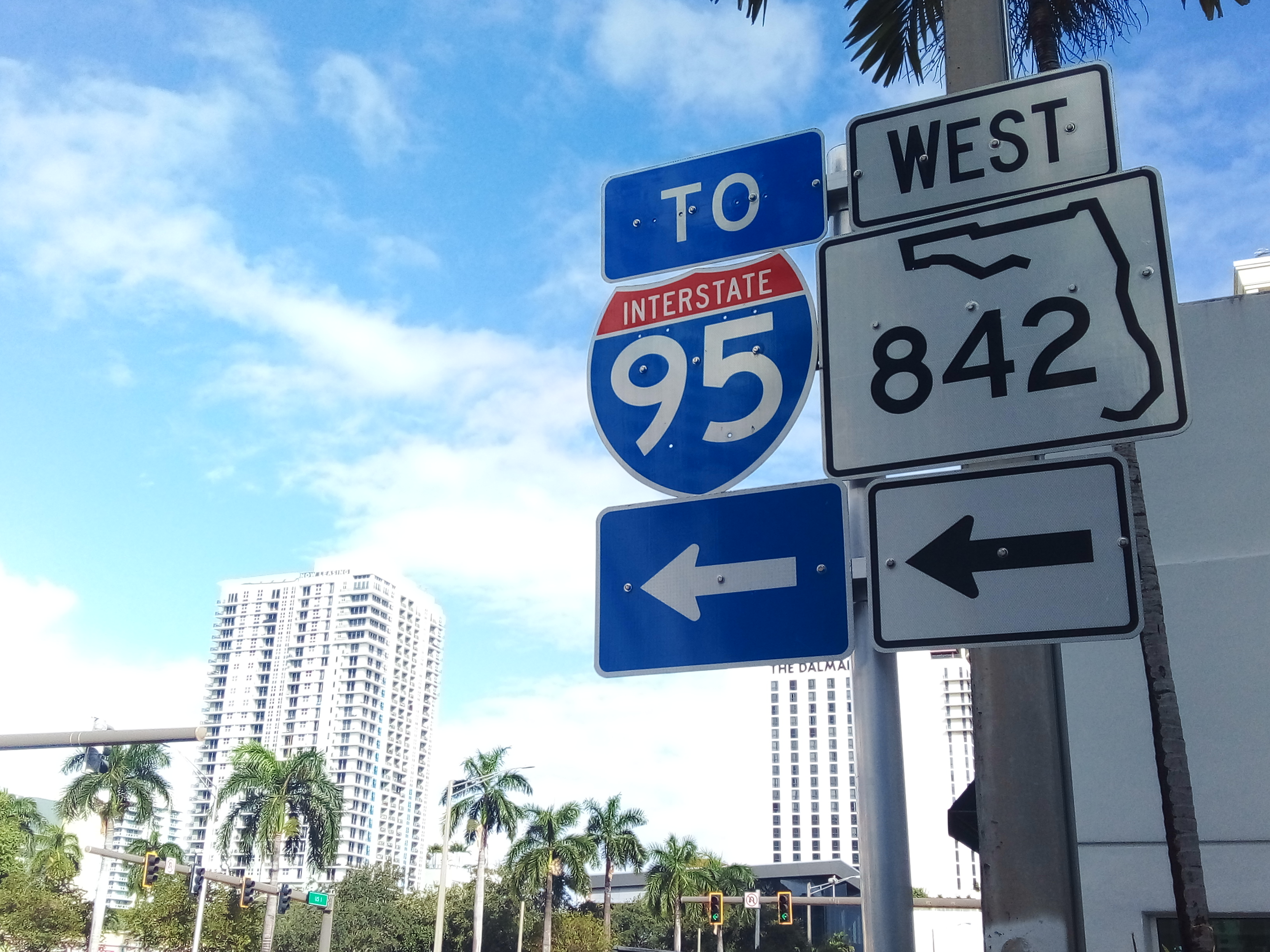
Acceso a la Ruta Interestatal 95 ("I95") desde el centro de Fort Lauderdale).

La parte noroeste de Fort Lauderdale está separada del resto de la ciudad, conectada solo por el Canal de Cypress Creek mientras fluye bajo de la autovía I-95. Esta sección de Fort Lauderdale hace frontera con las ciudades de Oakland Park y Tamarac en su lado sur.
Frente a la costa de Fort Lauderdale está el Arrecife Osborne, un arrecife artificial formado por neumáticos desechados, el cual ha demostrado ser un desastre ecológico. Comenzó a construirse en los años 60, con la intención de servir de hábitat para los peces. Sin embargo, la erosión marina hizo que los neumáticos se deshicieran, convirtiéndose en una fuente de contaminación importante. Los neumáticos fueron paulatinamente desplazándose hacia la costa y, al encontrarse con una zona de arrecife vivo, quedaron varados, lo que produjo la muerte o destrucción del ecosistema del arrecife natural a su paso. En los últimos años, miles de neumáticos también se han quedado varados en las playas cercanas, sobre todo después de los huracanes. Las autoridades locales están trabajando para retirar los 700.000 neumáticos, en cooperación con el Ejército de los EE. UU., la Armada y la Guardia Costera.

## Demografía
Según el censo de 2010, había 165.521 personas residiendo en Fort Lauderdale. La densidad de población era de 1.656,89 hab./km². De los 165.521 habitantes, Fort Lauderdale estaba compuesto por el 62,64% blancos, el 30,96% eran negros, el 0,27% eran amerindios, el 1,48% eran asiáticos, el 0,05% eran isleños del Pacífico, el 2,49% eran de otras razas y el 2,12% pertenecían a dos o más razas. Del total de la población el 13,75% eran hispanos o latinos de cualquier raza.

## Economía

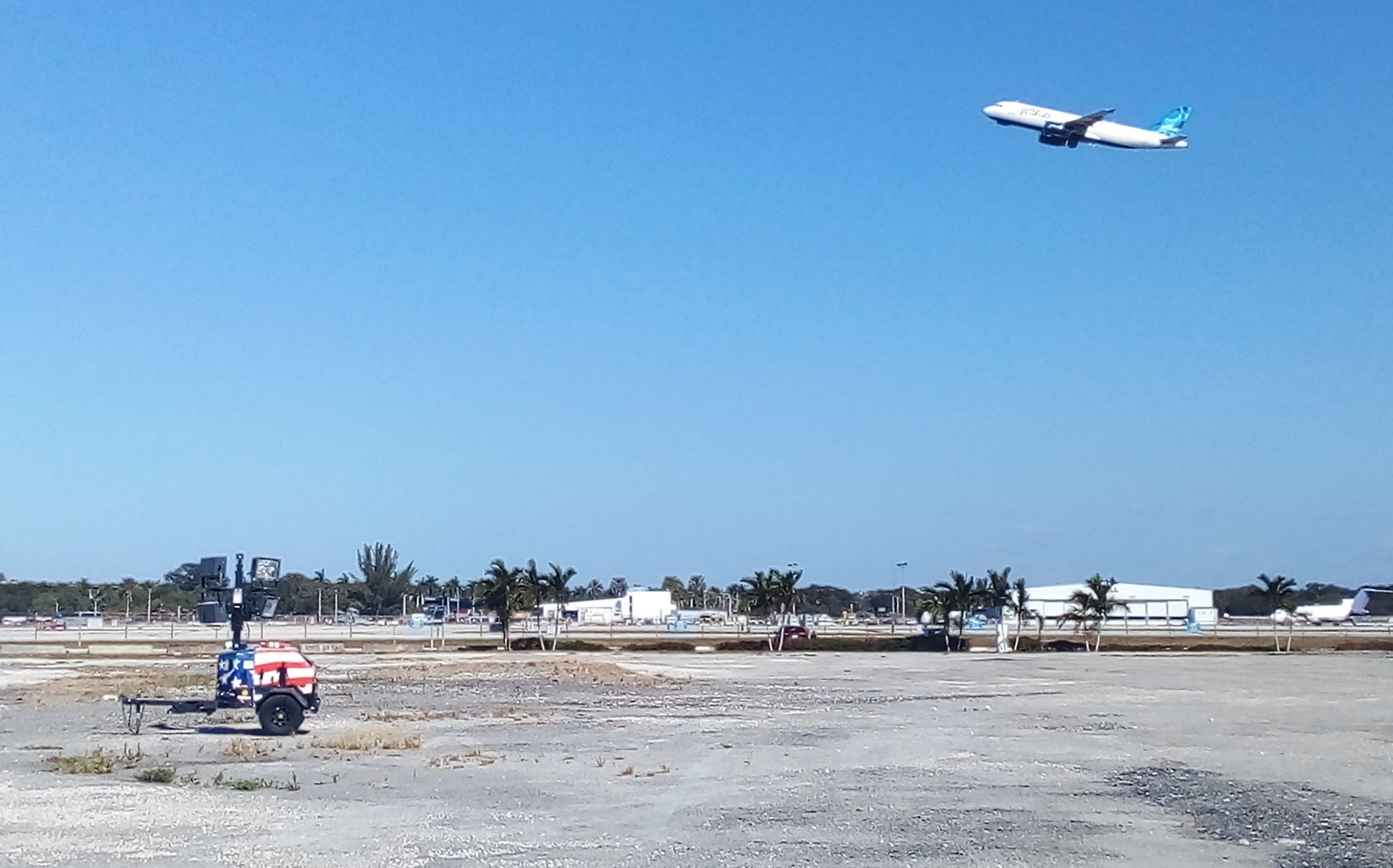
Aeropuerto Internacional de Fort Lauderdale.

Hasta hace poco su economía estaba basada en el turismo, siendo en particular uno de los destinos preferidos de los estudiantes en el periodo del spring break (vacaciones de primavera), pero se ha ido sofisticando en cuanto al perfil de los turistas que la visitan y evolucionando hacia la diversificación, para lo cual ha atraído una gran variedad de industrias que abarcan la marina, las manufacturas, las finanzas, los seguros, el sector inmobiliario, la alta tecnología, la aviación y la industria aeroespacial, además de la producción de cine y televisión.
Su aeropuerto internacional ha registrado un rápido crecimiento y tiene un papel creciente como puerto de conexión con destinos de América Central y Suramérica.

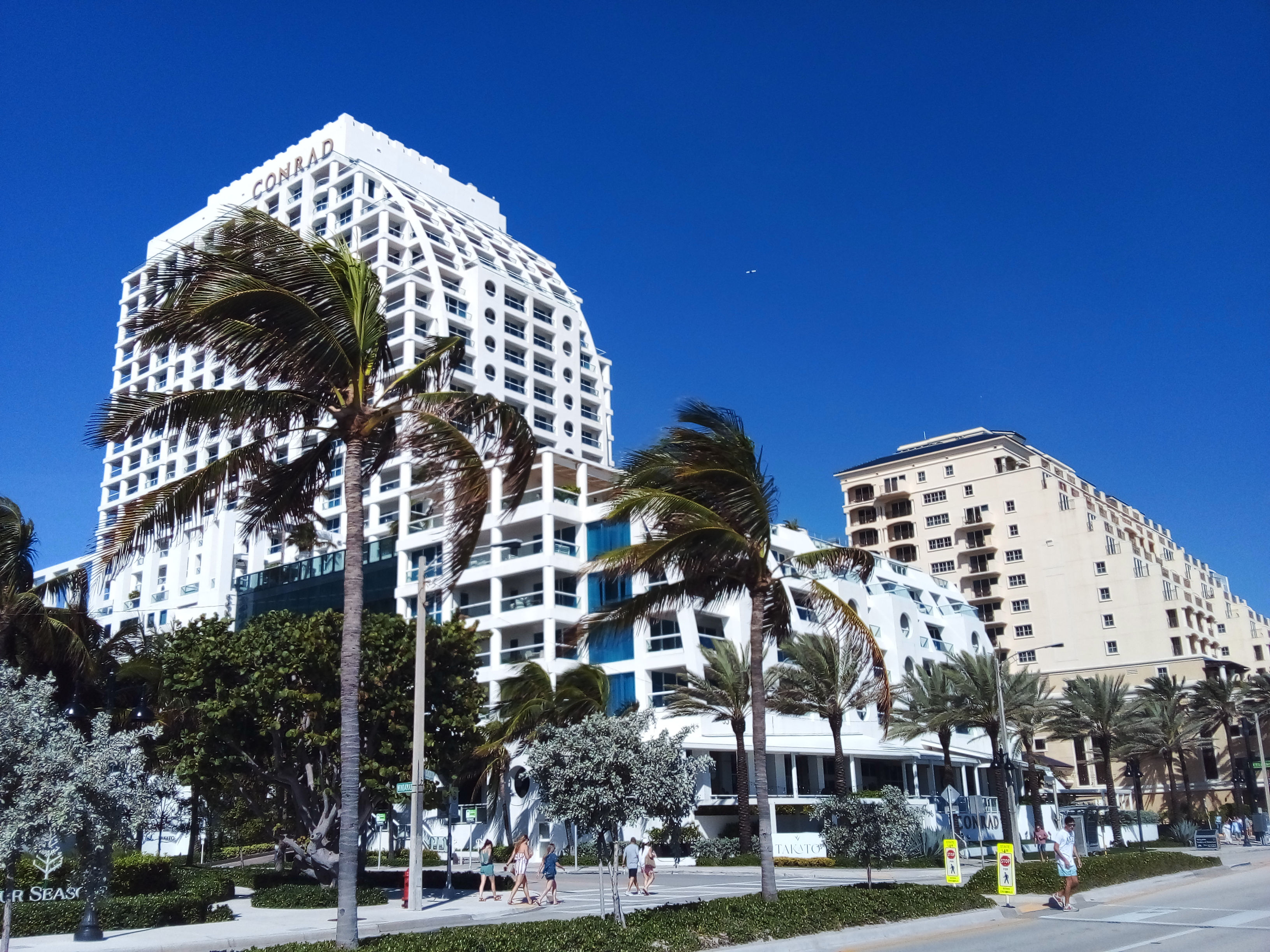
Bulevar Seabreeze y sus hoteles de diferentes cadenas frente al mar.

## Atractivos turísticos y educación
Fort Lauderdale también ofrece una rica belleza natural y un conjunto de ofertas culturales, educativas y de entretenimiento. Tiene más de 3.000 horas de sol cada año y suaves brisas oceánicas todo el año. Las playas del distrito constituyen una afamada zona de ocio.

## Artes y ciencias
El pictórico Riverwalk sirve de sede fundamental para las artes y ciencias, y para las actividades culturales e históricas que se realizan en el Centro Broward de Artes Escénicas (Broward Center for the Performing Arts).

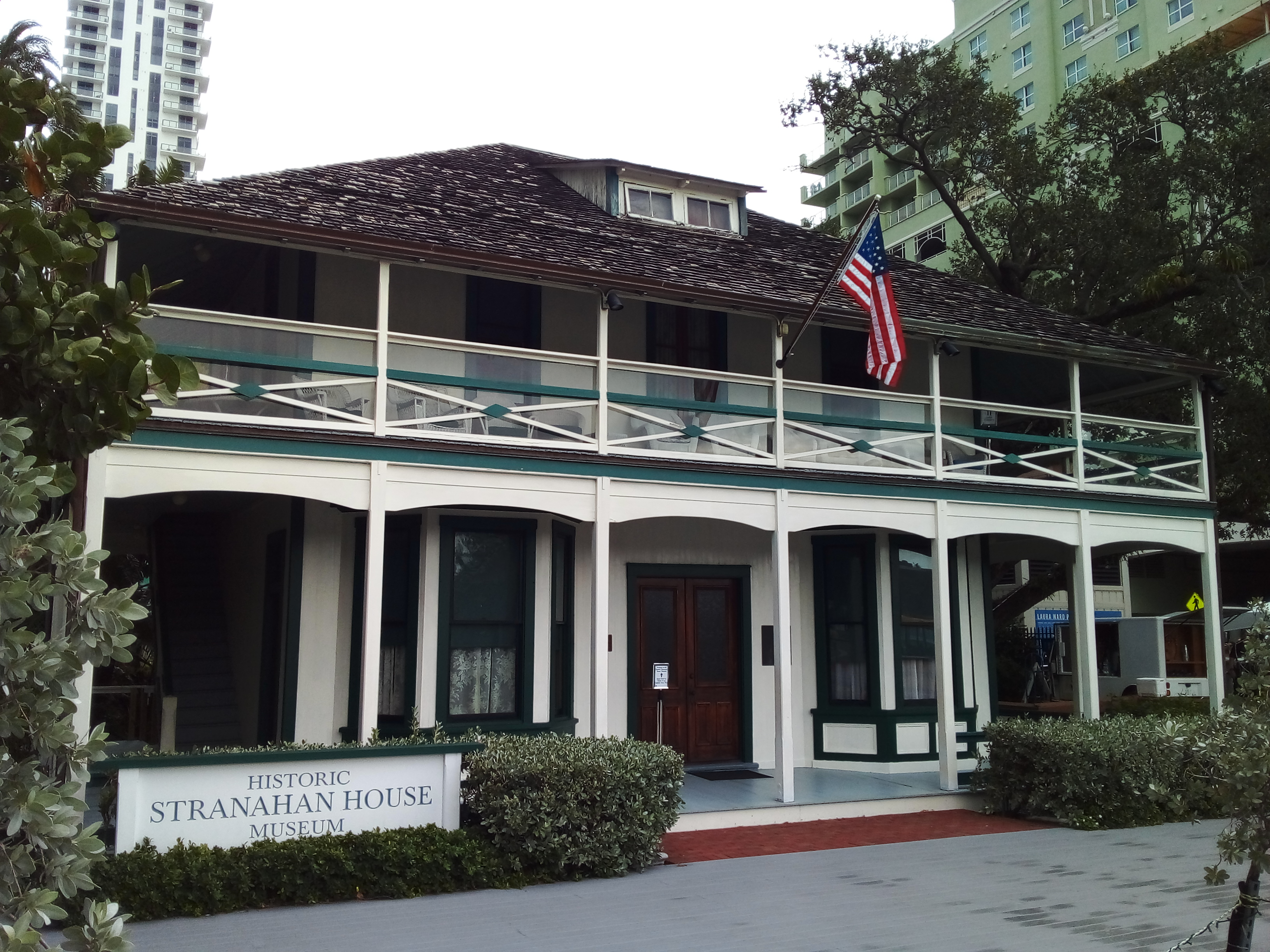
La histórica Stranahan House, la casa más antigua de Fort Lauderdale.

También destacan El Museo de la Ciencia y del Descubrimiento, el Museo de Arte y la Villa y Museo del Viejo Fort Lauderdale. El Boulevard de las Olas se ha vuelto famoso internacionalmente como pieza central de la moda de la ciudad y como centro de la buena mesa y la diversión.
Entre sus principales instituciones educativas figuran:
- Broward Community College
- Florida Atlantic University
- Broward County Main Library, biblioteca galardonada
- Muchos colegios federales, estatales y municipales.

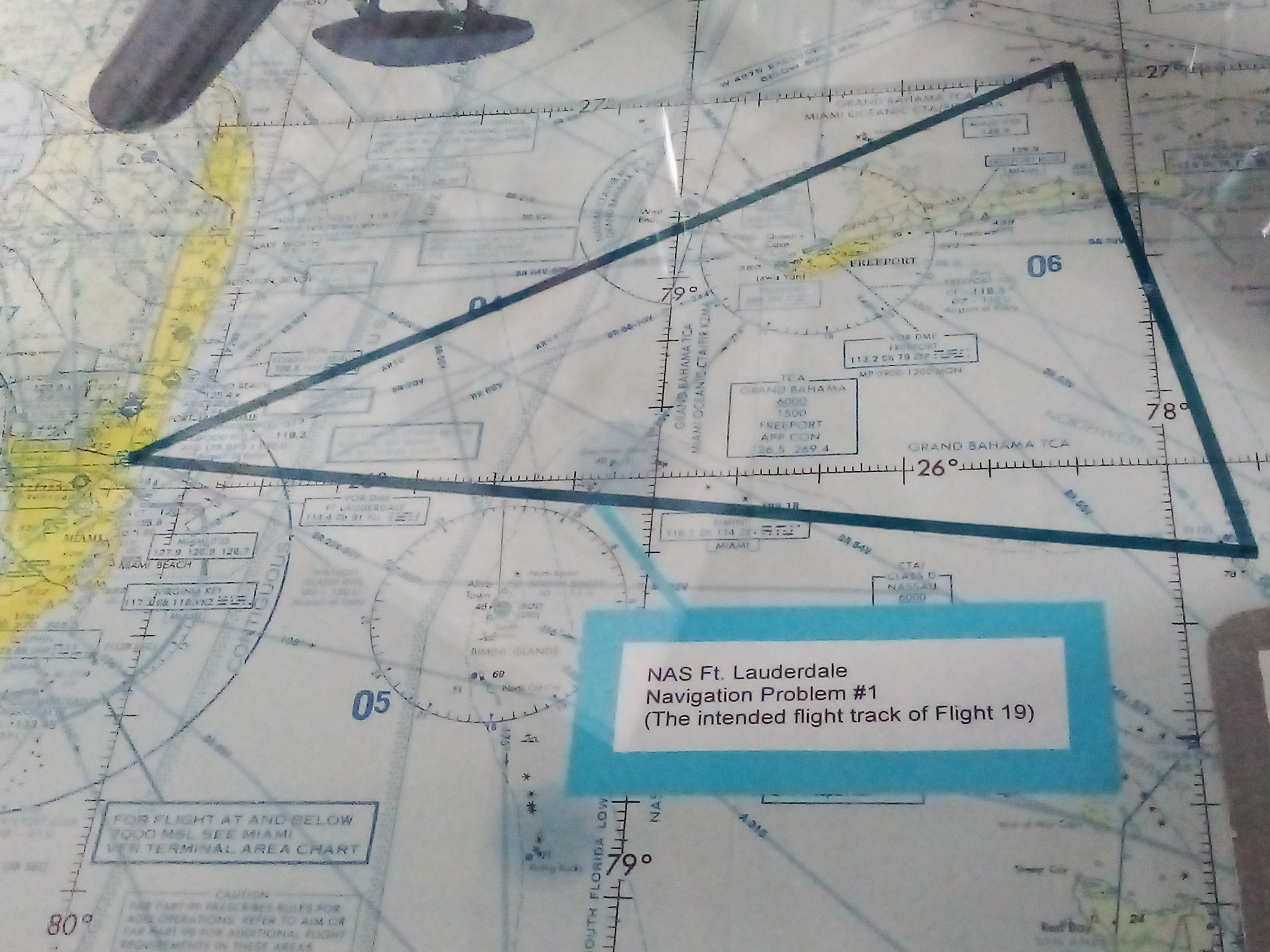
Esquema del Vuelo 19, en el Naval Air Museum de Fort Lauderdale.

## El misterio de Fort Lauderdale
Fort Lauderdale aún no ha olvidado el fatídico 5 de diciembre de 1945, casi ocho meses después del fin de la Segunda Guerra Mundial. Un escuadrón de cinco aviones torpederos Avenger salió de Fort Lauderdale, (más conocido como Vuelo 19, siendo la desaparición más conocida del triángulo de las Bermudas) con el objetivo de ir desde Fort Lauderdale hasta la isla de Gran Bahama y de regresar por una ruta en forma de triángulo y con gran similitud con el triángulo de las Bermudas. Nunca se les volvió a ver.
Fort Lauderdale envió un avión de rescate que también desapareció. El modelo de avión de rescate era tan propenso a estallar que tan solo un cigarrillo encendido podía hacerlo estallar. Jamás se encontraron restos del avión de rescate, aunque los tripulantes de un barco que navegaba cerca del punto de desaparición afirmaron que aquel día habían visto una gran explosión en el cielo. Este triángulo se sitúa entre Fort Lauderdale, Puerto Rico y Bermudas.

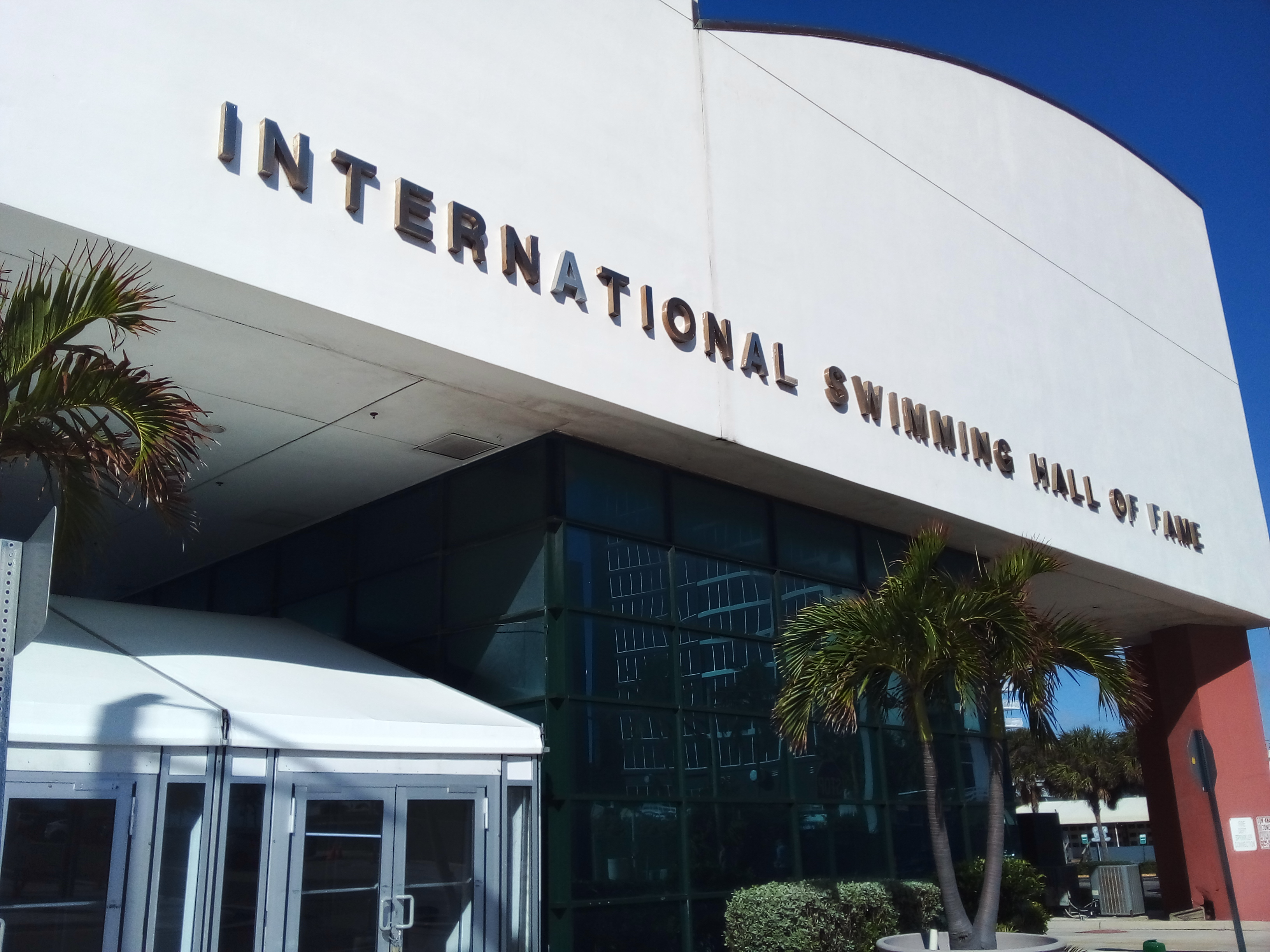
Hall Internacional de la Fama de la Natación.

## Deportes
La ciudad de Fort Lauderdale tenía un equipo de fútbol en la NASL, llamado los Fort Lauderdale Strikers.

## Educación
Las Escuelas Públicas del Condado de Broward gestiona las escuelas públicas.
La Biblioteca del Condado de Broward gestiona las bibliotecas públicas.

## Ciudades hermanas
Fort Lauderdale está hermanada solo con ciudades costeras, exceptuando Agogo, Belo Horizonte, Medellín y Bucaramanga. Las ciudades son:
| Ciudad hermana    | Región                      | País                 | Año  |
| ----------------- | --------------------------- | -------------------- | ---- |
| Agogo             | Ashanti                     | Ghana                | 2001 |
| Belo Horizonte    | Minas Gerais                | Brasil               | 2003 |
| Cabo Haitiano     | Nord                        | Haití                | 2003 |
| Duisburgo         | Renania del Norte-Westfalia | Alemania             | 2011 |
| Gold Coast        | Queensland                  | Australia            | 1980 |
| Haifa             | Haifa                       | Israel               | 2002 |
| Isla de Margarita | Nueva Esparta               | Venezuela            | 1997 |
| La Romana         | La Romana                   | República Dominicana | 1995 |
| Mar del Plata     | Buenos Aires                | Argentina            | 2000 |
| Medellín          | Antioquia                   | Colombia             | 2000 |
| Muğla             | Muğla                       | Turquía              | 1995 |
| Panamá            | Panamá                      | Panamá               | 2001 |
| Quepos            | Puntarenas                  | Costa Rica           | 2003 |
| Rímini            | Emilia-Romagna              | Italia               | 1985 |
| São Sebastião     | São Paulo                   | Brasil               | 2001 |
| Sefton            | Merseyside                  | Reino Unido          | 2000 |
| Venecia           | Véneto                      | Italia               | 2007 |
| Bucaramanga       | Santander                   | Colombia             | 2007 |
| Mataró            | Cataluña                    | España               | 2013 |